# 球状タンパク質

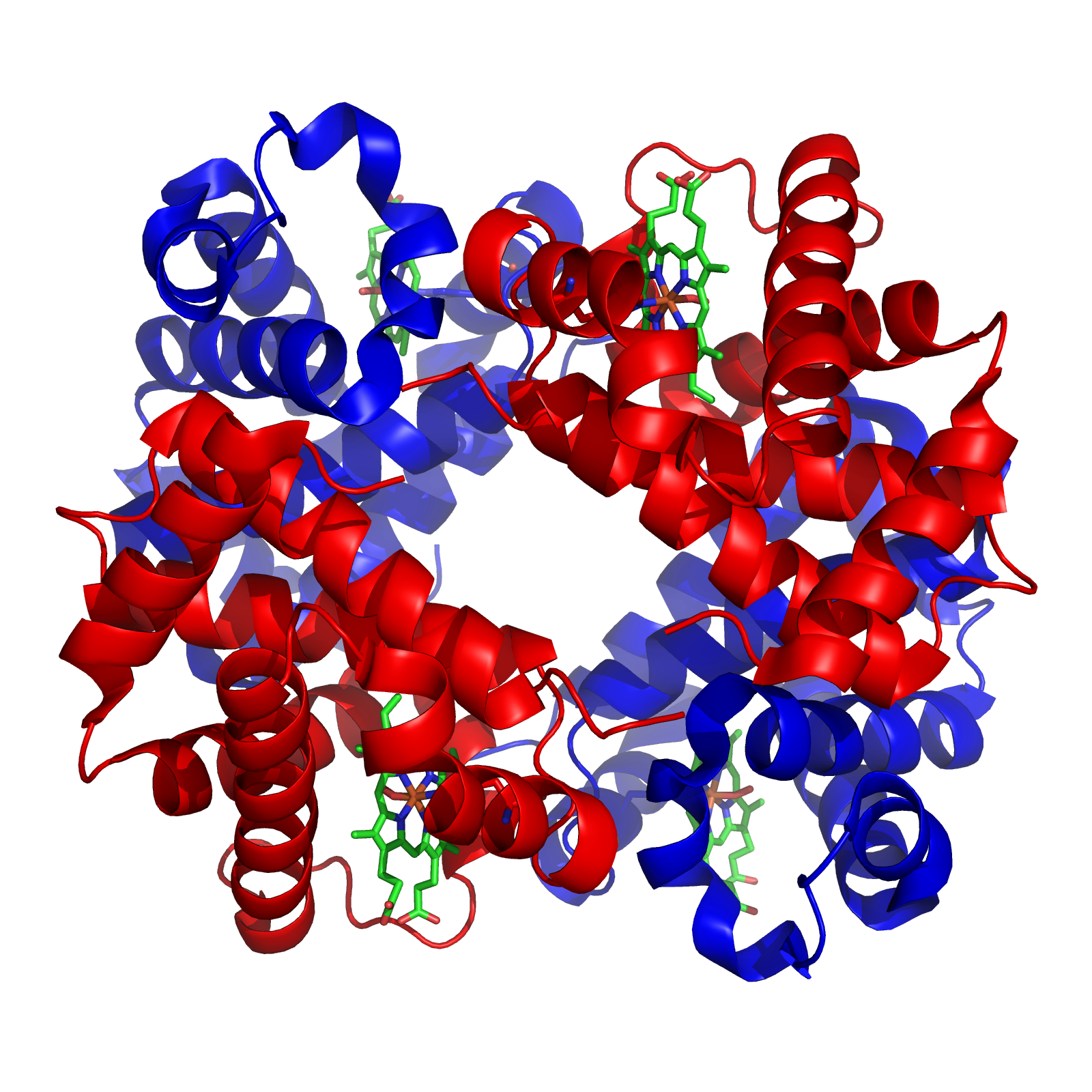
ヘモグロビンの四次構造

球状タンパク質（きゅうじょうタンパクしつ、Globular proteinまたはspheroprotein）は、タンパク質を大きく2つに分けた分類のうちの1つである。球に近い形をして、いくらか水に溶け、水中ではコロイド状に分散する。もう1つの分類である線維状タンパク質は水に溶けない。

## 球状構造と溶解性
球状タンパク質という言葉は恐らく19世紀に遡るほど古く、今日では何十万というタンパク質がより叙述（じょじゅつ）的な構造モチーフを用いた言葉で表されている。タンパク質の球状構造は近代的な技術を使わずとも、超遠心や光散乱法で確認することができる。
タンパク質の球状構造は四次構造によって導入される。分子の疎水性部分は内部に向かい、極性部分が外側に露出して溶媒と分子間力で結ばれて溶解状態を安定化させる。

## 生物中での幅広い役割
構造としての機能しか持たない繊維状タンパク質と異なり、球状タンパク質は次のような働きを持つ。
- 酵素
- メッセンジャー
- トランスポーター
- アミノ酸の貯蔵
- 制御因子

## 例
最も有名な球状タンパク質はヘモグロビンである。他には免疫グロブリン（IgA、IgD、IgE、IgG、IgM）やα、β、γグロブリンなどがある。また、ほぼ全ての代謝にかかわる酵素やシグナル伝達タンパク質も球状タンパク質である。